# Badrānlū
Badrānlū (persiska: بدرانلو) är en ort i Iran.   Den ligger i provinsen Nordkhorasan, i den nordöstra delen av landet, 500 km öster om huvudstaden Teheran. Badrānlū ligger 934 meter över havet och antalet invånare är 910.
Terrängen runt Badrānlū är lite bergig. Runt Badrānlū är det ganska glesbefolkat, med 27 invånare per kvadratkilometer. Närmaste större samhälle är Āshkhāneh, 15,5 km väster om Badrānlū. Omgivningarna runt Badrānlū är i huvudsak ett öppet busklandskap.